# Mir-1B

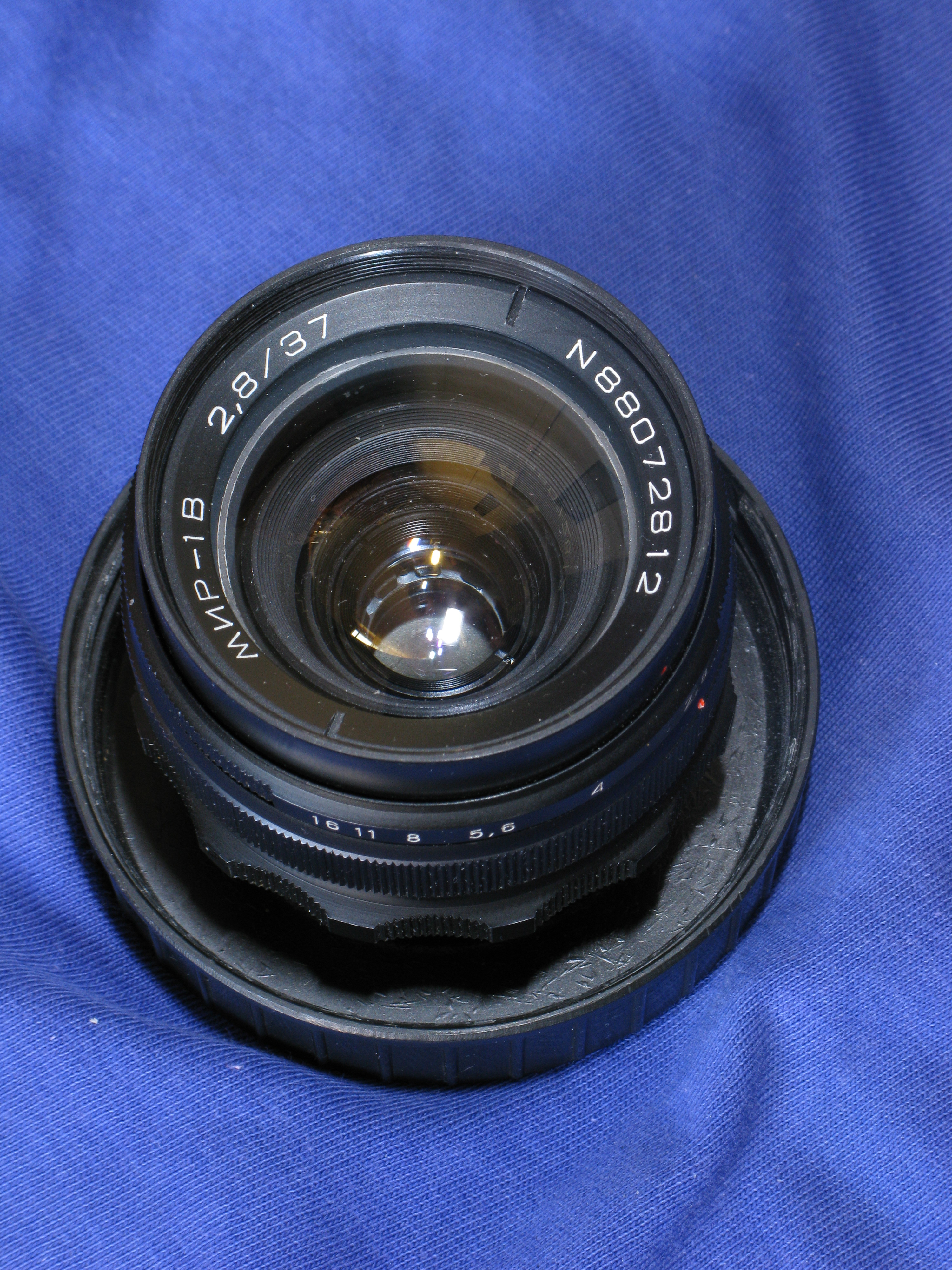
Vista frontal del objetivo Mir-1B 37mm f2,8.

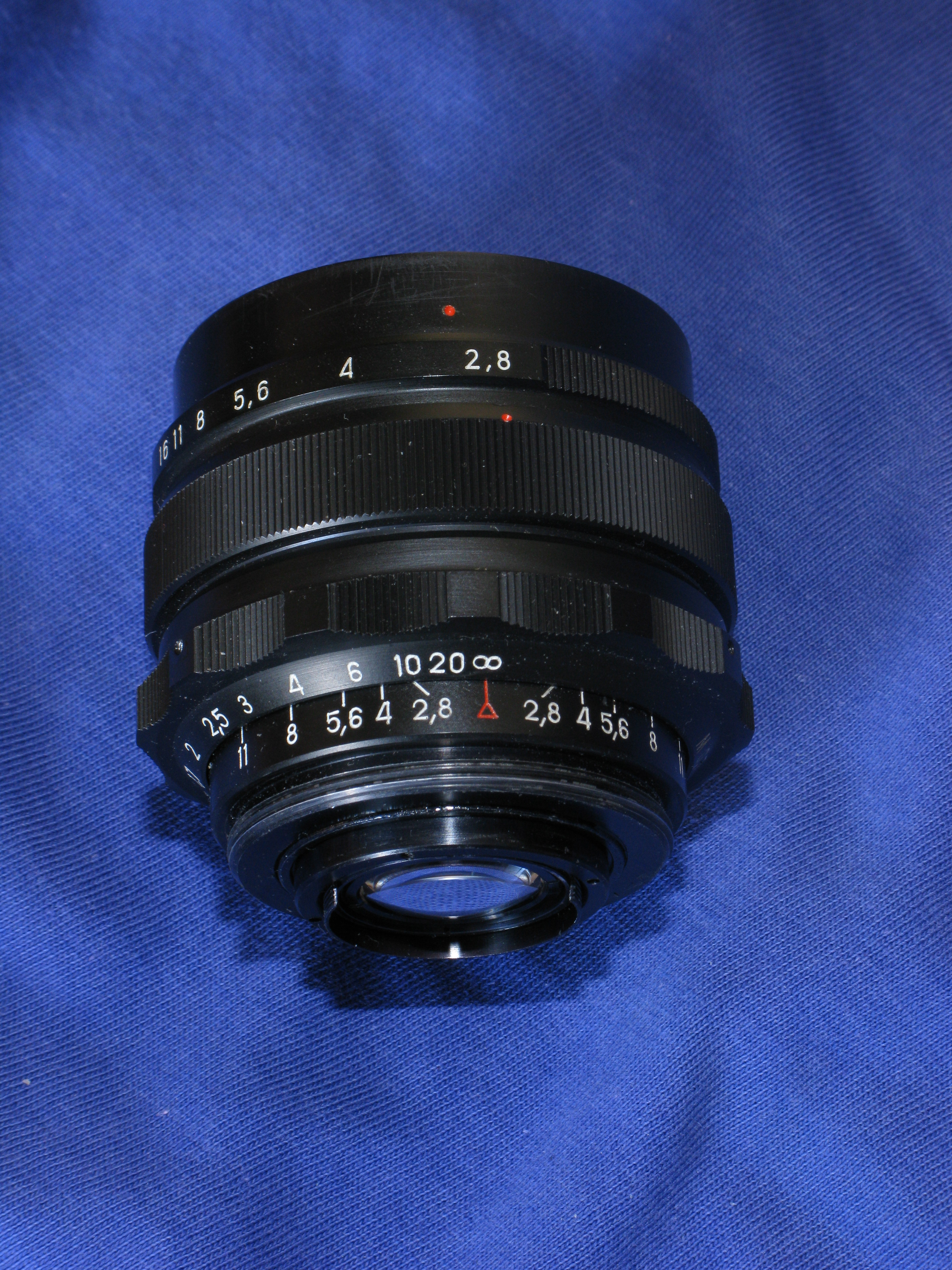
Vista posterior del objetivo Mir-1B 37mm f2,8.

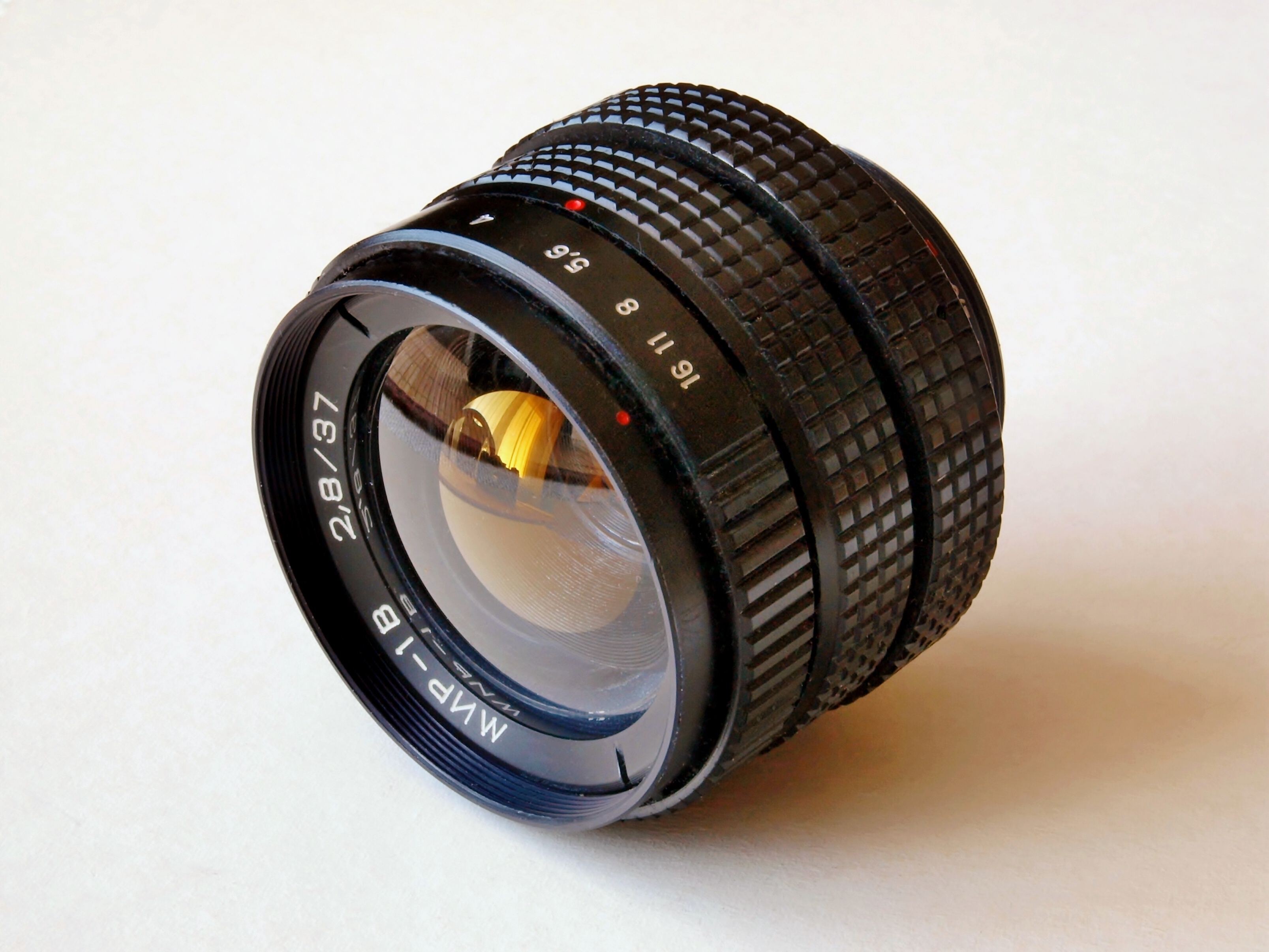
Mir 1W 2,8/37 mm.

El Mir-1B (en ruso Мир-1B) es un objetivo gran angular soviético fabricado en varias plantas desde 1954, de 37 mm y f2,8, preset, recubrimiento simple, de construcción metálica y montura M39 o M42 que equipó principalmente a las cámaras Zenit. Se presentaba en un estuche tipo burbuja de plástico. El diseñador D.S. Volosov se basó en el Zeiss Flektogon de igual longitud focal y luminosidad. Existen unas 6 versiones del Mir-1, tres versiones muy difundidas: una sin pintar externamente, otra pintada de negro y una última de estilo más modernizado.